# Jayant Maru
Jayant Maru (Nairobi, 13 de junio de 1990) es un cineasta, productor, actor y guionista keniata de origen indio que ha desarrollado su carrera en Uganda. Sus películas The Route, K3NT & KAT3 y Sipi han tenido repercusión dentro y fuera del país y han participado en gran variedad de festivales y eventos cinematográficos alrededor del mundo.

## Biografía

### Primeros años yThe Route
Maru nació en Nairobi, capital de Kenia, el 13 de junio de 1990. Inició su carrera a comienzos de la década de 2010, luego de asistir al festival cinematográfico Tongues on Fire en Londres. En 2011 se radicó en Uganda y empezó a trabajar como asistente de producción en el filme Everyday People. En 2013 dirigió su primer largometraje, titulado The Route, en el que ofició además como guionista y productor. Nominado a una gran cantidad de premios y galardones en diversos festivales internacionales, el filme le valió el reconocimiento en el continente e impulsó su carrera en el exterior. El mensaje acerca de la esclavitud sexual y el tráfico humano presente en The Route, generó que la Junta de Censura de Tanzania prohibiera su exhibición en dicho territorio.

### K3NT & KAT3, Sipiy actualidad
Su segundo largometraje, K3NT & KAT3, también demostró ser un éxito dentro y fuera de su país, al obtener nominaciones en el Festival de Cine Africano de Silicon Valley y en el Festival de Cine Africano de Arusha, ambos en 2015. En 2016 estrenó Sipi, largometraje en el que contó con la participación del reconocido atleta ugandés Stephen Kiprotich.
Como actor, ha registrado apariciones en los largometrajes Hang Out (2013) y Veronica's Wish (2018), y en el cortometraje Watch Over Me (2013). Por su desempeño en Hang Out fue nominado en los Pearl International Film Festival en la categoría de mejor actor protagónico. A mediados de la década inició estudios de Relaciones Internacionales en la Universidad de Londres.
En una entrevista para el portal Art Matters, el cineasta manifestó que «trabajar como cineasta independiente en África requiere una piel muy gruesa y mucho ingenio... La realización de películas no sólo en Uganda, sino en toda África, no es para los débiles de corazón, teniendo en cuenta los numerosos obstáculos que hay que superar en todos los aspectos del oficio: falta de oportunidades de formación, falta de fondos, falta de habilidades profesionales, falta de estructuras de distribución y exhibición, piratería rampante e industria cinematográfica inexistente. Ante obstáculos de esta naturaleza, hace falta mucha pasión y determinación para seguir adelante».

## Filmografía

### Como cineasta
| Año  | Título      | Papel                          |
| ---- | ----------- | ------------------------------ |
| 2013 | The Route   | Director, productor y escritor |
| 2014 | K3NT & KAT3 | Director y productor           |
| 2016 | Sipi        | Director                       |

### Como actor
- 2013 - Hang Out
- 2013 - Watch Over Me
- 2018 - Veronica's Wish